# Henryk Pawłowski (harcmistrz)
Henryk Wincenty Pawłowski pseud. Jastrzebiec, Niewidzki (ur. 16 listopada?/28 listopada 1899 w Bronicach (województwo lubelskie), zm. 11 lipca 1942 w Warszawie) – polski działacz niepodległościowy, prawnik, działacz Związku Harcerstwa Polskiego, harcmistrz, pracownik ubezpieczeniowy.

## Wykształcenie i praca
Henryk Pawłowski uczył się początkowo w Kielcach, gdzie uczęszczał do gimnazjum, następnie, w latach 1914–1920 uczył się w Gimnazjum Wojciecha Górskiego w Warszawie. Co najmniej od 1918 roku przyjaźnił się z Tomaszem Piskorskim, z którym współpracował do 1939 roku. Zdał maturę w 1920 roku. W latach 1921–1928 studiował na Wydziale Prawa Uniwersytetu Warszawskiego.
Od jesieni 1925 roku pracował w Związku Straży Pożarnych (ZSP), najpierw jako sekretarz redakcji „Przeglądu Pożarniczego”, a następnie jako kierownik redakcji „Gazety Strażniczej”. W latach 1927–1928 był referentem specjalnym przy Zarządzie Głównym ZSP do spraw ustawy przeciwpożarowej, później był kierownikiem działu organizacyjnego i zastępcą naczelnego inspektora ZSP. Od 1 listopada 1935 roku pracował w Powszechnym Zakładzie Ubezpieczeń Wzajemnych, gdzie został pierwszym dyrektorem Biura Prewencyjnego w Zarządzie Centralnym. W czasie okupacji kontynuował pracę w PZUW. W czasie wizytacji oddziałów PZUW w terenie nawiązywał kontakty konspiracyjne.

## Działalność społeczna, niepodległościowa i udział w walkach o niepodległość Polski
Będąc uczniem gimnazjum w Warszawie był działaczem zakonspirowanych organizacji uczniowskich, m.in. członkiem Prezydium Związku Stowarzyszeń Uczniowskich, organizacji szkoleniowo-niepodległościowej. Był członkiem Polskiej Organizacji Wojskowej, m.in. brał udział w ćwiczeniach POW, które odbyły się 29 kwietnia 1917 roku w Wesołej. W listopadzie 1918 roku został przydzielony przez Komisję Wojskową przy Inspektoracie Harcerskim do ochrony osobistej i służby przy Józefie Piłsudskim. Pełnił funkcję łącznika między kwaterą Piłsudskiego a dowództwem POW. Brał udział w rozbrajaniu Niemców w listopadzie 1918 roku. Następnie zgłosił swój 40-osobowy pluton harcerski (składający się z uczniów gimnazjum Górskiego) do tworzącej się Legii Akademickiej. Na wiosnę 1920 roku wstąpił do Wojska Polskiego. Służył w 33 pp, z którym walczył o Warszawę (m.in. w bitwie pod Ossowem), a później w Małopolsce i na Wołyniu. W grudniu 1920 roku został zwolniony z wojska.
Od 1923 roku był członkiem rzeczywistym OMN, a później Związku Młodzieży Polskiej „Zet”.
W 1937 roku został referentem polityczno-społecznym Organizacji Miejskiej w Wydziale Stołecznym Obozu Zjednoczenia Narodowego, a następnie w tymże roku kierownikiem biura organizacyjno-personalnego w tymże Wydziale.

## Harcerstwo
Henryk Pawłowski związał się na stałe z harcerstwem w Warszawie w maju 1914 roku, kiedy wstąpił do tajnej drużyny harcerskiej działającej w gimnazjum Górskiego (późniejsza 25 Warszawska Drużyna Harcerzy im. hetmana Stanisława Żółkiewskiego). W 1918 roku został jej drużynowym. W 1919 roku ukończył trzymiesięczny kurs instruktorski terenoznawstwa i kartografii. Był w tym czasie szefem administracji I Okręgu ZHP w Warszawie. Po uzyskaniu matury wyjechał w lutym 1920 roku na Wołyń, do Szepetówki, gdzie zorganizował 3 drużyny harcerskie, które w okresie wyprawy kijowskiej pełniły służbę pomocniczą i sanitarną przy oddziałach grupy gen. Jana Romera. W czasie odwrotu zorganizował ewakuację młodzieży polskiej i harcerzy do Jarosławia i Łańcuta.
W grudniu 1920 roku ponownie objął kierownictwo 25 WDH. W tym czasie otrzymał nominację na pierwszy stopień instruktorski. Został kierownikiem działu wyszkolenia w Komendzie Miejskiej Okręgu 1A Warszawskiego. W 1923 roku był „dyrektorem nauk” na kursie instruktorskim Chorągwi Warszawskiej ZHP w Mickunach. W latach 1922–1923 pełnił funkcję kierownika Wydziału Drużyn Stołecznych. Nominację na podharcmistrza otrzymał 25 stycznia 1923 roku. W 1924 roku był współzałożycielem Harcerskiego Klubu Sportowego „Varsovia”. W tymże roku był przewodniczącym „Gromady Włóczęgów” przyjętej do Kół Starszego Harcerstwa rozkazem NZHP L. 10 z 28 kwietnia 1926 roku. W latach 1924–1927 był wizytatorem obozów harcerskich i instruktorskich wychowania fizycznego oraz służby polowej, a także hufcowym jednego z hufców stołecznych. Był wtedy członkiem Prezydium Zarządu Oddziału Warszawskiego ZHP. W 1927 roku został harcmistrzem. W tymże roku był Kierownikiem Wydziału Programowego Zarządu Oddziału Warszawskiego ZHP. 28 listopada 1928 roku został wybrany członkiem Honorowej Rady Starszyzny przy Komendancie Chorągwi Warszawskiej.
Henryk Pawłowski w 1927 roku opublikował broszurę „Nasze hasła i cele”. Reprint tej książki został wydany w 2018 roku nakładem wydawnictwa „Impuls” (ISBN 978-83-8095-432-8).
W latach 1929–1931 był członkiem zespołu redakcyjnego nowego czasopisma harcerzy „Straż nad Wisłą”, w której publikował swoje artykuły, m.in.:
- O wielkość i czystość pracy harcerskiej (nr 1)
- Nieporozumienie czy destrukcja (nr 2)[4].

W 1931 roku Naczelnik ZHP cofnął mu – na jego prośbę – stopień instruktorski harcmistrza. Ciągle jeszcze, co najmniej do 1935 roku Henryk Pawłowski był członkiem Zarządu Oddziału Mazowieckiego, a do 1938 roku – Warszawskiego  ZHP.
Jako kierownik Biura Prewencyjnego PZUW subsydiował obozy harcerskie, m.in. w Brwilnie koło Płocka (1937), w Kaletach (1938) i nad jeziorem Necko (1939) z zadaniem szkolenia harcerzy pod względem pożarniczym.
W 1938 roku został członkiem Komisji Organizacyjnej Harcerskiego Biura Wydawniczego „Na Tropie” Sp. z o.o..
Utonął w Wiśle pod Bielanami w tajemniczych okolicznościach.

## Ordery i odznaczenia
- Medal Niepodległości (1937)[17]

## Życie rodzinne
Henryk Pawłowski był synem Zenona, administratora majątku Bronice, i Leonardy z domu Karczmarek. Miał brata Józefa Mariana. Nie założył rodziny. Został pochowany na cmentarzu Powązkowskim w Warszawie.